# Mark Vanmoerkerke
Mark Vanmoerkerke (Oostende, 18 september 1952 – aldaar, 26 oktober 2022) was een Belgisch senator.

## Levensloop
Vanmoerkerke werd beroepshalve ondernemer en was eveneens de eigenaar van het Belgische vakantieparkenconcern Sunparks in opvolging van zijn vader Rudolf Vanmoerkerke. In 2018 werd hij meerderheidsaandeelhouder bij vastgoedfirma QRF City Retail.
Hij was tevens politiek actief voor de CVP en zetelde voor deze partij van 1994 tot 1995 als gecoöpteerd senator in de Belgische Senaat. Bij de verkiezingen van 1995 duwde hij de Senaatslijst van de CVP, maar raakte niet herkozen.
Vanmoerkerke was daarnaast ook kunstverzamelaar en creëerde de Vanmoerkerke Collection.
Na een ziekbed overleed hij op 70-jarige leeftijd.

## Bron
- Laureys, V., Van den Wijngaert, M., De geschiedenis van de Belgische Senaat 1831-1995, Lannoo, 1999.